# Kafr Zita
Kafr Zita (în arabă كفر زيتا, transliterat: Kafr Zaytā, ortografiat și Kfar Zita, Kafr Zayta, Kfar Zeita, Keferzita sau Kafr Zeita) este un oraș din nordul Siriei, din punct de vedere administrativ parte a Guvernoratului Hama, situat la 30 de kilometri nord de Hama. Localitățile învecinate includ Kafr Nabudah și al-Habit la nord-vest, Khan Shaykhun la nord-est, Mork la est, Suran la sud-est, al-Lataminah, Halfaya și Mahardah la sud, Tremseh la sud-vest și Kirnaz și Hayalin. Potrivit Biroului Central de Statistică din Siria, Kafr Zita avea o populație de 17.052 la recensământul din 2004. Este, de asemenea, centrul unui nahiyah („subdistrict"), care face parte din districtul Mahardah, care constă din șapte localități cu o populație combinată de 39.032 în 2004.

## Etimologie
Primul cuvânt al lui Kafr Zita, care este Kafr, este un cuvânt siriacă pentru „fermă” sau „sat”. Al doilea cuvânt „Zita” este un alt cuvânt siriacă care se referă la uleiul de măsline. Satul este cunoscut pentru cultivarea măslinelor, care este până acum una dintre principalele culturi ale satului. De asemenea, fisticul a devenit popular recent datorită veniturilor sale economice mai bune.

## Demografie
Locuitorii din Kafr Zita sunt predominant musulmani sunni Mawali. La începutul secolului al XX-lea, ei, împreună cu locuitorii din apropierea Suranului, erau încă mândri de originile lor Mawali.   Mawali erau triburi nomade musulmane non-arab care au dominat regiunile deșertice din nordul Siriei timp de secole înainte de a fi forțați să sw stabilească în vecinătatea orașelor Hama și Alep în secolul al XVIII-lea de către Annizahi, o confederație tribală beduină din regiunea Najd din Peninsula Arabă.